# Кіслов Вадим Григорович
Кіслов Вадим Григорович — український режисер-документаліст. Нагороджений значком «Отличник кинематографии СССР».

## Біографія
Народився 7 квітня 1934 р. в Києві в родині службовців. Закінчив акторський факультет Київського державного інституту театрального мистецтва ім. І.Карпенка-Карого (1957). 
Знявся у фільмі «Надзвичайна подія» (1958, парубок), працював на телебаченні.
З 1966 р. — режисер «Укркінохроніки».
Був членом Національної спілки кінематографістів України.
Помер 12 травня 2002 р. в Києві. 

## Фільмографія
Створив документальні фільми: «Вітя Коробков», «Хортиця» (1968), «Твій шлях» (1970), «Володимир Сосюра», «Моя Україна» (1971. Диплом міжнародного кінофестивалю, Пуатьє, Франція), «Миттєвості нашого життя» (1973. Диплом міжнародного кінофестивалю, Лейпциг) та телефільми: «Хімія у нас вдома», «Люди щирого серця» (1964), «До зустрічі, прекрасний Дунаю», «Весняні етюди», «Завжди в дорозі» (1965), «Патонівський шов» (1966), «Дорога додому», «Сталевари» (1976), «Начдив Олександр Пархоменко» (1977), «Піонерія Країни Рад» (1978), «Курортні новобудови України» (1979), «Закон дороги» (1980), «Вони з 41-го» (1981) та ін.